# Kinorhynchus spinosus
Kinorhynchus spinosus is een soort in de taxonomische indeling van de stekelwormen.
De diersoort behoort tot het geslacht Kinorhynchus en behoort tot de familie Pycnophyidae. De wetenschappelijke naam van de soort werd voor het eerst geldig gepubliceerd in 1949 door Lang.